# Retorn a Reims
Retorn a Reims (originalment en francès, Retour à Reims (Fragments)) és una pel·lícula francesa dirigida per Jean-Gabriel Périot i estrenada el Retorn a Reims2021. És una adaptació lliure de Retour à Reims, l'assaig autobiogràfic de Didier Eribon publicat el 2009. El 10 de juny de 2022 es va estrenar la versió subtitulada en català.

## Argument
El documental utilitza determinats passatges de l'assaig de Didier Eribon, tot ampliant el tema mitjançant l'ús i el muntatge d'imatges d'arxiu de diferents tipus sobre la història obrera, des dels anys trenta fins a principis del segle XXI. Un text és llegit per Adèle Haenel, que fa de narradora. Els passatges extrets de l'assaig de Didier Eribon són essencialment els dedicats a la seva mare i la seva àvia.
Reduint la història esclatada de Didier Eribon, que passa d'una època i d'un personatge a un altre, abordant molts temes, a les dimensions d'una pel·lícula d'una hora i mitja, significava trair-lo assumint una sèrie d'opcions. Jean-Gabriel Périot va decidir descartar tot que es refereix específicament a la persona de l'autor, des de la qüestió de l'homosexualitat fins a la del trasllat de classe. Jean-Gabriel Périot es va centrar així en la història obrera mostrant com es va fer el canvi del Partit Comunista a l'extrema dreta.

## Repartiment
- Adèle Haenel: narradora[2]

## Selecció
- Festival de Canes 2021 (Quinzena dels Directors)